# Prez (cómic)
Prez, es el nombre de algunos personajes ficiticios, creados para la editorial DC Comics, uno de los más conocidos es Prez Rickard, conocido por ser el primer presidente adolescente de los Estados Unidos, Creado por Joe Simon y Jerry Grandenetti en 1973 y 1974. Desde entonces, han aparecido diferentes personajes similares, que han buscado rendirle homenaje al personaje original. Para el año 2015, relanzarían al personaje, a través de una serie limitada, bajo el título de Prez, esta vez, encarnada por una joven adolescente llamada Bet Ross, siendo elegida presidenta de los Estados Unidos en una posible línea del tiempo en el futuro, gracias a la votación obtenida a través de su cuenta de Twitter en el año 2036.

## Biografía ficticia

### Prez Rickard
Según el canon del Multiverso DC Pre Crisis, la historia dePrez: El Primer Presidente adolescente ocurre en Tierra 72, allí, se sigue las aventuras de un adolescente cuya elección como presidente de los Estados Unidos había sido sólo posible gracias a una modificación en la Constitución de los Estados Unidos, que ocasionó la reducción de la edad para elegir al preseidente, y así poder adaptarse a la cultura juvenil por la entonces influyente época del baby boom. El apodo "Prez"', le fue otorgado por su madre Martha, con la esperanza que tuvo para poder ser elegido en la carrera por las elecciones presidenciales. Tras haber sido sincronizado los relojes de la ciudad de Steadfast, Prez había sido ayudado para la carrera política un misterioso y turbio hombre de negocios llamado Boss Smiley (un misterioso líder político con una cara sonriente) lo llevó a ser elegido primeramente como senador de los Estados Unidos; sin embargo, tras dicho período en dicho cargo, fue uno de los principales objetivos logrados por la campaña de Smiley para que Prez fuese presidente de los Estados Unidos. Con unos 45% correspondiente a los votos de los menores de 30 años que obtuvo, además, de que el Congreso había decidido reducir la edad para ser elegibles las personas pata aspirar a la presidencia, siendo senador Rickard por aquel entonces, sería elegido presidente; por lo cual, nombró a su madre como vicepresidenta y su hermana la designó como su secretaria. Prez se vio favorecido por Eagle Free, un joven nativo americano aficionado naturalista, a quien Prez había nombrado como el director del FBI, y a quien entrenó a Prez en múltiples técnicas de combate (esto nunca fue mostrado, pero lo citó en una de las páginas de la historieta). Como presidente, Prez luchó contra vampiros sin patas, una milicia ultra-derechista dirigida por el tatara-tatara-tatara-sobrino de George Washington, contra el mismo "Boss Smiley", y unos malévolos jugadores de ajedrez. Durante su cargo, fue atacado por su postura sobre el control de armas, y sobrevivió a un intento de asesinato debido a esa controversia.
Después de cuatro historias publicadas, la serie fue terminó siendo cancelada abruptamente. Varios años más tarde, un quinto número de la dichosa historia inconclusa a pareció en la revista de historietad de DC Comic, Cancelled Comic Cavalcade #2 (aunque Prez en sí es una publicación anterior del efecto de las publicaciones canceladas por el denominado efecto "Implosión DC" que había impulsado la producción de esa historieta). Prez también aparecería en las páginas de la historieta de Supergirl Vol. 1 # 10 (septiembre-octubre. 1974). A pesar de que el primer número de Prez especifica que dicha serie era una historia imaginaria (una historia que no posee ninguna continuidad), esta historia escrita por Cary Bates implicaba que Prez era el Presidente de los Estados Unidos en la contiuuidadde Tierra 1, en el mismo Universo DC. En esta historia, Supergirl, conocida como Linda Lee Danvers, salva a Prez de dos falsos intentos de asesinato para poder atrapar a uno conspirador, luego de un tercer intento, logran descifrar la identidad del conspirador, que resulta un político opositor que trabaja con una bruja llamada Hepzibah (similar en apariencia a Eve), que apuñala la cabeza de un muñeco de vudú similar a Prez, por lo que la magia fuerza a soltar Supergirl A Prez; sin embargo, Supergirl lleva a Prez volando hasta la Fortaleza de la soledad, y se lleva a un maniquí de plástico vestido como Prez, hasta el East River para engañar a los dos conspiradores. En esta historia, la reparación de los relojes de Prez es un hobby personal.

### Bet Ross
Una nueva versión del personaje aparece en una miniserie limitada de 6 números que se publicó entre agosto de 2015 a enero del 2016, escrito por Mark Russell y dibujado por Ben Caldwell. Esta nueva versión es una adolescente llamada Beth Ross, que fue elegida presidente de los Estados Unidos a través de Twitter en un futuro distante y oscuro del Universo DC principal, siendo el año 2036. El Prez original, aquí es llamado "Preston Rickard", se convierte en su vicepresidente, para ayudarla en los peligros que posee la política.
Posteriormente, volvería a aparecer en el One-Shot de Catwoman titulado "Catwoman: Election Night", una historia corta complementaria denominada "Disparos de Advertencia" Antes de dicha historia, en la última página de la historia sobre Catwoman, al final hay una imagen de una muy joven Bet Ross muchos años antes de ser presidenta.

## Otras versiones alternativas
- En 1993, Neil Gaiman contó una versión de Prez Rickard en la lína de historietas de Vertigo Comics en The Sandman #54, en una historia llamada "El Niño de Oro", relatada a Brant Tucker por un chino, y trata acerca de una historia alternativa, en la cual un joven de 19 años llamado Prez Rickard es elegido presidente de los Estados Unidos y es tentado por Boss Smiley, un dios de ese mundo. Durante su primer mandato resultó ser un líder excepcional. Tras ganar el segundo mandato, una seguidora de Ted Grant, un popular boxeador, asesina a la novia de Prez. Smiley lo vuelve a tentar, pero éste lo rechaza. Cuando termina su mandato, se aleja de la vida pública hasta su misteriosa muerte. Una vez muerto, se encuentra con Muerte, la cual se interesa por él. Llega a donde su dios Smiley quien le explica la existencia de otras Américas y le amenaza. Entonces aparece Sueño quien, avisado por su hermana, se lo lleva y viajan entre mundos. Antes de irse le deja el reloj de su padre a Sueño. La historia acaba con el chino diciendo que él predica su palabra a la vez que le busca por los mundos[13]

- Prez fue un personaje indirecto y aparece brevemente en la revista de historietas de 1995, "Vertigo Visions" one-shot Prez: Smells Like Teen President, escrito Ed Brubaker y dibujado por Eric Shanower. En esta historia, un adolescente de la generación X busca al desaparecido expresidente, quien cree que él podría ser su padre. La causa de la muerte de Prez es mencionado que murió a causa de un cáncer en el cerebro, al parecer causado por un cáncer metafórico que creció en el alma colectiva del país durante las presidencias de Ronald Reagan y George Bush.

- Un personaje basado en Prez aparece en la historia de Frank Miller The Dark Knight Strikes Again. Lex Luthor crea un programa informático que toma forma humana y asume el papel de comandante en jefe. Su nombre es "Rick Rickard" y se asemeja a la figura adolescente de Prez, pero siendo de mediana edad, actuando como sustituto satírico de George W. Bush Jr.

- En el nuevo Multiverso DC Post-Flashpoint (Los Nuevos 52), Prez es mencionado que había sido presidente en Tierra 23. Otra versión de Prez también aparece como actual presidente de los Estados Unidos, un joven inmortal de Tierra-47. Con esa capacidad, financia al Sindicato de Amor del Dreamworld, un equipo metahumano de Tierra 47.

## Apariciones en otros medios
- Prez Rickard aparece en la serie animada Batman: The Brave and the Bold en el episodio "Triunvirato del Terror!" en dicho episodio, Prez hace un cameo. Él es presidente de los Estados Unidos a 50 años en el futuro, apareciendo en la historia corta de apertura, donde revela los recuerdos aportados por los principales héroes del Universo DC en una cápsula del tiempo para las generaciones futuras.

- En la serie animada Scooby-Doo! Mystery Incorporated en el episodio "Pawn of Shadows", aparece un cartel de Prez en la pared del estudio de HP Hatecraft.[14]